# La Sinistra (Svizzera)
La Sinistra, in tedesco Alternative Linke (AL) e in francese La Gauche (LG), è un partito politico svizzero di sinistra.
Il partito cerca di unire i movimenti e le forze politiche più a sinistra del Partito Socialista Svizzero e dei Partito Ecologista Svizzero.
Josef Zisyadis è stato l'unico rappresentante del partito al Consiglio Nazionale Svizzero, eletto nel 2007 con il Partito svizzero del lavoro. Era ancora iscritto al PdL, ma nelle pubblicazioni ufficiali era solo membro de La Sinistra.

## Storia
Dopo un congresso d'apertura del partito il 21 novembre 2009 a Sciaffusa, il partito è stato fondato ufficialmente sei mesi dopo con il congresso di Losanna il 29 maggio 2010. In questo congresso il partito ha presentato un programma politico composto da 9 punti.
Il terzo congresso si è svolto a Zurigo il 5 marzo 2011, in questa occasione i membri hanno votato per il lancio di un referendum nazionale per bloccare la proposta di una tassa sulle case favorevole ai milionari stranieri, che le lobby finanziari hanno cercato di far passare come un emendamento costituzionale. Lo stesso referendum nel Cantone di Zurigo, originario de La Sinistra, è stato approvato con una maggioranza del 52,9% nel febbraio del 2009.

## Sezioni
In tutto "La Sinistra" conta attualmente sei sezioni ufficiali:
- Alternative Linke Bern
- La Gauche Valais Romand
- La Gauche Arc jurassien
- La Gauche Vaud
- La Gauche Nyon
- La Gauche Genève

Nella parte francofona della Svizzera i membri del partito provengono principalmente dal Partito svizzero del lavoro, solidaritéS, Les Communistes e altri indipendenti. La sezione di Berna è stata creata recentemente, quella di Valais è stata già fondata nel 2007.
Esistono altri gruppi che hanno adottato le sigle del partito, ma non sono iscritti:
- Alternative List Zürich
- Alternative List Winterthur
- Alternative List Limmattal
- Alternative List Schaffhausen
- La Sinistra Ticino